# Asthena argyrorrhytes
Asthena argyrorrhytes är en fjärilsart som beskrevs av Louis Beethoven Prout 1916. Asthena argyrorrhytes ingår i släktet Asthena och familjen mätare. Inga underarter finns listade i Catalogue of Life.